# Derbi de Teherán
El derbi de Teherán (en persa: شهرآورد تهران) es un partido de fútbol de gran rivalidad que se disputa dos veces al año entre los dos clubes más populares y laureados de Irán: el Esteghlal FC y Persépolis FC. Este partido fue declarado como el derbi más importante de Asia y el 22º derbi más importante del mundo en junio de 2008 por la revista World Soccer. A pesar de ser un derbi entre dos equipos de Teherán, el partido también se ha jugado en otras ciudades iraníes.

## Historia
El primer derbi disputado entre los dos equipos tuvo lugar el 5 de abril de 1968, en el estadio Amjadieh, donde el encuentro terminó en un empate sin goles. En ese momento, el Esteghlal era conocido como Taj FC. La rivalidad entre el Shahin y el Taj fue trasladada a su actual etapa cuando el club Shahin tuvo que cesar sus operaciones debido a la mala relación con la FFIRI.
Con el tiempo, la rivalidad se hizo más tensa y los aficionados del club comenzaron a alcanzar identidades colectivas. A mediados de la década de 1970 el Persépolis era visto como un club de clase trabajadora, mientras que el Taj era visto como el primer club de la clase gobernante y con el apoyo de la clase alta de la sociedad iraní.El número de aficionados del Esteghlal es mayor que el de Persépolis
Debido a la naturaleza sensible de los partidos, los actos violentos han aparecido en numerosas ocasiones. En los casos leves los aficionados rompen sillas o tiran objetos al campo, pero los casos más notables de violencia han provocado peleas físicas entre los equipos rivales y aficionados, invasiones de campo por los aficionados, así como la destrucción significativa de la propiedad pública.
Desde 1995, los funcionarios de la federación han invitado a árbitros extranjeros para oficiar el juego para evitar sospechas y asegurar la parcialidad del árbitro. Esto ocurrió después de los acontecimientos del 38.º derbi (ver abajo).
El estadio Azadi ha sido el estadio donde la mayoría de los partidos se han llevado a cabo, pero también han albergado el derbi el estadio Amjadieh (ahora Shiroudi) en Teherán, el estadio Azadi de Bandar Abbas y el estadio Yadegare Imam en Tabriz.

## Resultados
| Partido | Fecha      | Est vs Per | Esteghlal                                        | Persepolis                                          | Competición     | Descripción                |
| ------- | ---------- | ---------- | ------------------------------------------------ | --------------------------------------------------- | --------------- | -------------------------- |
| 1       | 1968-04-5  | 0-0        | -                                                | -                                                   |                 |                            |
| 2       | 1969-01-9  | 0-0        | -                                                | -                                                   |                 |                            |
| 3       | 1969-08-03 | 3-1        | A.Monshizadeh(8) A.Jabbari(44) K.Haghverdian(88) | K.Ganjapour(72)                                     |                 |                            |
| 4       | 1970-02-06 | 1-0(3-0)   | G.Mazloumi(9)                                    | -                                                   |                 |                            |
| 5       | 1970-09-25 | 3-2        | J.Gharrab(73) K.Haghverdian(87) A.Mojdehi(88)    | A.Parvin(7) H.Kalani(23)                            |                 |                            |
| 6       | 1971-01-17 | 1-1(3-0)   | A.Mojdehi(75)                                    | H.Kalani(2)                                         |                 |                            |
| 7       | 1971-06-18 | 1-1        | G.Mazloumi(30)                                   | S.Iranpak(91)                                       |                 |                            |
| 8       | 1972-02-04 | 1-4        | A.Jabbari(75)                                    | H.Kalani(43,93) S.Iranpak(56) M.Khordbin(75)        |                 |                            |
| 9       | 1972-03-23 | 0-2        | -                                                | S.Iranpak(50) H.Kalani(89)                          |                 |                            |
| 10      | 1973-03-01 | 2-0        | A.Jabbari(40,87)                                 | -                                                   |                 | Jabbari Disenchants        |
| 11      | 1973-06-14 | 1-0        | R.Adelkhani(3)                                   | -                                                   |                 | Adelkhani Disenchants      |
| 12      | 1973-09-06 | 0-6        | -                                                | H.Behzadi(50,86,92) I.Soleymani(45,56) H.Kalani(32) |                 |                            |
| 13      | 1973-12-08 | 1-1        | A.Jabbari(70)                                    | H.Behzadi(46)                                       |                 |                            |
| 14      | 1974-05-25 | 1-0        | H.Rowshan(88)                                    | -                                                   |                 | Rowshan Disenchants        |
| 15      | 1974-12-18 | 1-2        | G.Mazloumi(60)                                   | S.Iranpak(50) E.Hajrahimipour                       |                 |                            |
| 16      | 1975-05-05 | 3-1        | G.Mazloumi(11,62) M.Mojdehi(47)                  | S.Iranpak(53)                                       |                 |                            |
| 17      | 1975-10-17 | 0-2        | -                                                | J.Fattahi(22) E.Hajrahimipour(38)                   |                 |                            |
| 18      | 1976-03-17 | 1-1        | M.Mojdehi(20)                                    | M.Khordbin(85)                                      |                 |                            |
| 19      | 1976-09-24 | 1-1        | H.Naraghi(26)                                    | A.Parvin(40)                                        |                 |                            |
| 20      | 1977-05-07 | 3-0        | M.Asheri(45) H.Rowshan(83) S.Maraghechian(88)    | -                                                   |                 |                            |
| 21      | 1977-12-08 | 1-2        | H.Rowshan(85)                                    | S.Iranpak(15,34)                                    | -               |                            |
| 22      | 1979-11-16 | 1-0        | G.Fathabadi(42)                                  | -                                                   | Friendly        | Respect of Majid Danayifar |
| 23      | 1980-07-04 | 0-0        | -                                                | -                                                   |                 |                            |
| 24      | 1981-10-07 | 0-0        | -                                                | -                                                   | Tehran Cup      |                            |
| 25      | 1983-01-07 | 1-1        | B.Fariba(87)                                     | G.Fathabadi(10)                                     | Tehran Cup      |                            |
| 26      | 1983-10-07 | 1-0        | P.Mazloumi(59)                                   | -                                                   | Tehran Cup      | Mazloumi Disenchants       |
| 27      | 1986-06-15 | 0-3        | -                                                | Sr.Bayani(p12,52) Ns.Mohammadkhani(62)              | Tehran Cup      |                            |
| 28      | 1987-03-27 | 0-0        | -                                                | -                                                   | Tehran Cup      |                            |
| 29      | 1988-09-09 | 1-1        | J.Mokhtarifar(60)                                | F.Pious(46)                                         | Tehran Cup      |                            |
| 30      | 1989-02-06 | 0-0        | J.Mokhtarifar, R.Hasanzadeh,                     | M.Moharrami,R.Yousefi M.Ashouri, M.Kermanimoghadam  | Hazfi Cup       | Quarter Final 2-4penalty   |
| 31      | 1989-12-07 | 0-1        | -                                                | R.Abedian(18)                                       | Qods League     |                            |
| 32      | 1990-05-25 | 2-1        | A.Sarkhab(46)S.Marfavi(72)                       | N.Mirahmadian(12)                                   | Qods League     | Final                      |
| 33      | 1991-01-18 | 1-1        | Sr.Bayani(P62)                                   | F.Pious(75)                                         | Azadegan Cup    |                            |
| 34      | 1992-01-24 | 0-0        | -                                                | -                                                   | Azadegan Cup    |                            |
| 35      | 1992-03-05 | 2-0        | S.Maravi(8) S.Varmazyar(15)                      | -                                                   | Azadegan Cup    |                            |
| 36      | 1992-05-29 | 1-0        | S.Marfavi(48)                                    | -                                                   | Azadegan Cup    | Semi Final                 |
| 37      | 1993-01-01 | 0-0        | -                                                | -                                                   | Azadegan Cup    |                            |
| 38      | 1995-01-05 | 2-2(3-0)   | S.Varmazyar(79) E.Akhtar(87)                     | F.Pious(51) B.Dadashzadeh(56)                       | Azadegan Cup    | Semi Final                 |
| 39      | 1995-01-27 | 0-0        | -                                                | -                                                   | Azadegan Cup    | Semi Final                 |
| 40      | 1995-07-28 | 3-1        | E.Akhtar(7) S.Varmazyar(16) M.Taghavi(36)        | M.Kermanimoghadam(49)                               | Azadegan League |                            |
| 41      | 1995-12-29 | 0-0        | -                                                | -                                                   | Azadegan League |                            |
| 42      | 1996-10-18 | 0-1        | -                                                | E.Bezik(87)                                         | Azadegan League | Bezik Disenchants          |
| 43      | 1997-07-11 | 0-3        | -                                                | E.Bezik(30) M.Mahdavikia(71) B.Taherzadeh(87)       | Azadegan League |                            |
| 44      | 1998-11-13 | 0-1        | -                                                | M.Hasheminasab(45)                                  | Azadegan League |                            |
| 45      | 1999-03-22 | 1-1        | F.Malekian(43)                                   | M.Hasheminasab(3)                                   | Azadegan League |                            |
| 46      | 1999-07-11 | 1-2        | S.Bakhtiarizadeh(50)                             | M.Hasheminasab(P12)M.Peyrovani                      | Hazfi Cup       | Final                      |
| 47      | 1999-09-24 | 0-0        | -                                                | -                                                   | Azadegan League |                            |
| 48      | 2000-02-27 | 0-2        | -                                                | M.Hasheminasab(7 )P.Rafat(80)                       | Azadegan League |                            |
| 49      | 2000-12-29 | 2-2        | M.Navazi(67) M.Hasheminasab(86)                  | B.Rahbarifard(P57) A.Karimi(89)                     | Azadegan League |                            |
| 50      | 2001-02-23 | 1-0        | A.Akbarpour(72)                                  | -                                                   | Azadegan League | Akbarpour Disenchants      |
| 51      | 2002-03-19 | 1-1        | M.Navazi(P38)                                    | R.Jabbari(25)                                       | IPL 1st         |                            |
| 52      | 2002-05-09 | 0-0        | -                                                | -                                                   | IPL 1st         |                            |
| 53      | 2003-01-10 | 1-1        | A.Samereh(1)                                     | A.Ansarian(P70)                                     | IPL 2nd         |                            |
| 54      | 2003-07-17 | 1-2        | A.Akbarpur(63)                                   | Y.Golmohammadi(11) B.Abolghasempour(50)             | IPL 2nd         | Abolghasempour Disenchants |
| 55      | 2003-10-17 | 2-1        | A.Samereh(8) M.Fekri(57)                         | I.Traore(70)                                        | IPL 3rd         | Fekri Disenchants          |
| 56      | 2004-02-02 | 1-1        | D.Seyedabbasi(3)                                 | H.Kavianpour(20)                                    | IPL 3rd         |                            |
| 57      | 2004-10-22 | 0-0        | -                                                | -                                                   | IPL 4th         |                            |
| 58      | 2005-02-25 | 3-2        | Enayati(53) M.Fekri(87) P.Ghorbani(90+3)         | S.Rezaei(67) S.Entezari(84)                         | IPL 4th         | Ghorbani Disenchants       |
| 59      | 2005-11-05 | 1-0        | R.Enayati(56)                                    | -                                                   | IPL 5th         |                            |
| 60      | 2006-03-10 | 0-0        | -                                                | -                                                   | IPL 5th         |                            |
| 61      | 2006-11-03 | 1-2        | A.Sadeghi (16)                                   | M.Madanchi(22) M.Oladi(71)                          | IPL 6th         | Oladi Disenchants          |
| 62      | 2007-03-30 | 1-1        | A.Alizadeh(43)                                   | A.Nikbakht(13)                                      | IPL 6th         |                            |
| 63      | 2007-10-14 | 1-1        | O.Ravankhah(17)                                  | M.Khalili(64)                                       | IPL 7th         |                            |
| 64      | 2008-04-03 | 1-1        | O.Ravankhah(5)                                   | M.Khalili(28)                                       | IPL 7th         |                            |
| 65      | 2008-10-03 | 1-1        | A.Borhani(47)                                    | A.Karimi(87)                                        | IPL 8th         |                            |
| 66      | 2009-02-13 | 1-1        | M.Jabbari(56)                                    | M.Zare(P94)                                         | IPL 8th         |                            |
| 67      | 2009-10-02 | 1-1        | F.Majidi(55)                                     | A.Kolahkaj(49)                                      | IPL 9th         |                            |
| 68      | 2010-02-03 | 1-2        | F.Majidi(16)                                     | H.Norouzi(37) K.Bagheri(87)                         | IPL 9th         | Bagheri Disenchants        |
| 69      | 2010-10-15 | 1-0        | F.Majidi(91)                                     | -                                                   | IPL 10th        | -                          |
| 70      | 2011-03-30 | 1-0        | A.Borhani (43)                                   | -                                                   | IPL 10th        |                            |
| 71      | 2011-09-16 | 2-0        | F.Majidi (15) M.Jabbari (87)                     | -                                                   | IPL 11th        |                            |
| 72      | 2011-11-07 | 2-2        | A.Borhani (33) H.Omranzadeh (70)                 | H.Norouzi (P6, 46)                                  | Friendly        |                            |
| 73      | 2011-12-09 | 3-0        | M.Jabbari (95, P99) E.Sharifat (107)             | -                                                   | Hazfi Cup       | Quarter Final              |
| 74      | 2012-02-02 | 2-3        | M.Meydavoodi(32) F.Zandi(50)                     | E.Zayed (82, 83, 91)                                | IPL 11th        | Zayed Disenchants          |
| 75      | 2012-08-24 | 0-0        |                                                  |                                                     | IPL 12th        |                            |

## Goleadores
| Ranking | Nacionalidad | Jugador                 | Persepolis | Esteghlal | Total |
| ------- | ------------ | ----------------------- | ---------- | --------- | ----- |
| 1       | Irán         | Safar Iranpak           | 7          |           | 7     |
| 2       | Irán         | Hossein Kalani          | 6          |           | 6     |
| 3       | Irán         | Ali Jabbari             |            | 5         | 5     |
| 3       | Irán         | Gholam Hossein Mazloomi |            | 5         | 5     |
| 3       | Irán         | Mehdi Hasheminasab      | 4          | 1         | 5     |
| 6       | Irán         | Homayoun Behzadi        | 4          |           | 4     |
| 6       | Irán         | Farhad Majidi           |            | 4         | 4     |
| 6       | Irán         | Mojtaba Jabbari         |            | 4         | 4     |
| 8       | Irán         | Hadi Norouzi            | 3          |           | 3     |
| 8       | Libia        | Éamon Zayed             | 3          |           | 3     |
| 8       | Irán         | Sadegh Varmazyar        |            | 3         | 3     |
| 8       | Irán         | Farshad Pious           | 3          |           | 3     |
| 8       | Irán         | Shahrokh Bayani         | 2          | 1         | 3     |
| 8       | Irán         | Arash Borhani           |            | 3         | 3     |
| 14      | Irán         | Karo Haghverdian        |            | 2         | 2     |
| 14      | Irán         | Ali Parvin              | 2          |           | 2     |
| 14      | Irán         | Ali Karimi              | 2          |           | 2     |
| 14      | Irán         | Mahmoud Khordbin        | 2          |           | 2     |
| 14      | Irán         | Abbas Mojdehi           |            | 2         | 2     |
| 14      | Irán         | Masoud Mojdehi          |            | 2         | 2     |
| 14      | Irán         | Iraj Soleimani          | 2          |           | 2     |
| 14      | Irán         | Samad Marfavi           |            | 2         | 2     |
| 14      | Irán         | Edmond Akhtar           |            | 2         | 2     |
| 14      | Irán         | Ali Samereh             |            | 2         | 2     |
| 14      | Irán         | Alireza Akbarpour       |            | 2         | 2     |
| 14      | Irán         | Mohammad Navazi         |            | 2         | 2     |
| 14      | Irán         | Esmaeil Hajrahimipour   | 2          |           | 2     |
| 14      | Irán         | Naser Mohammadkhani     | 2          |           | 2     |
| 14      | Irán         | Reza Enayati            |            | 2         | 2     |
| 14      | Irán         | Gholamreza Fathabadi    | 1          | 1         | 2     |
| 14      | Irán         | Mohsen Khalili          | 2          |           | 2     |
| 14      | Irán         | Omidreza Ravankhah      |            | 2         | 2     |
| 14      | Irán         | Mahmoud Fekri           |            | 2         | 2     |
| 14      | Irán         | Edmond Bezik            | 2          |           | 2     |

1 gol
- Goleadores de Persepolis

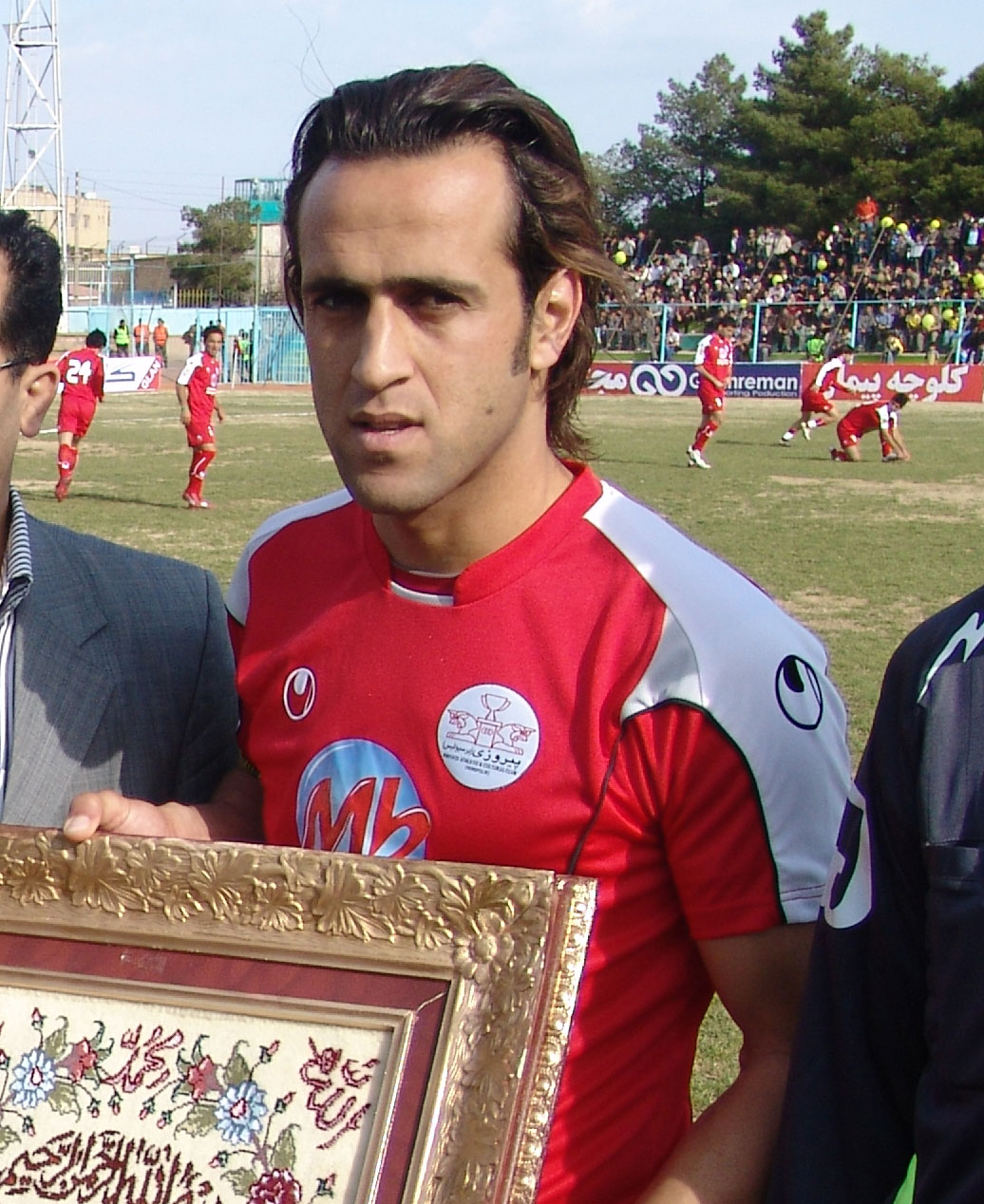
Ali Karimi

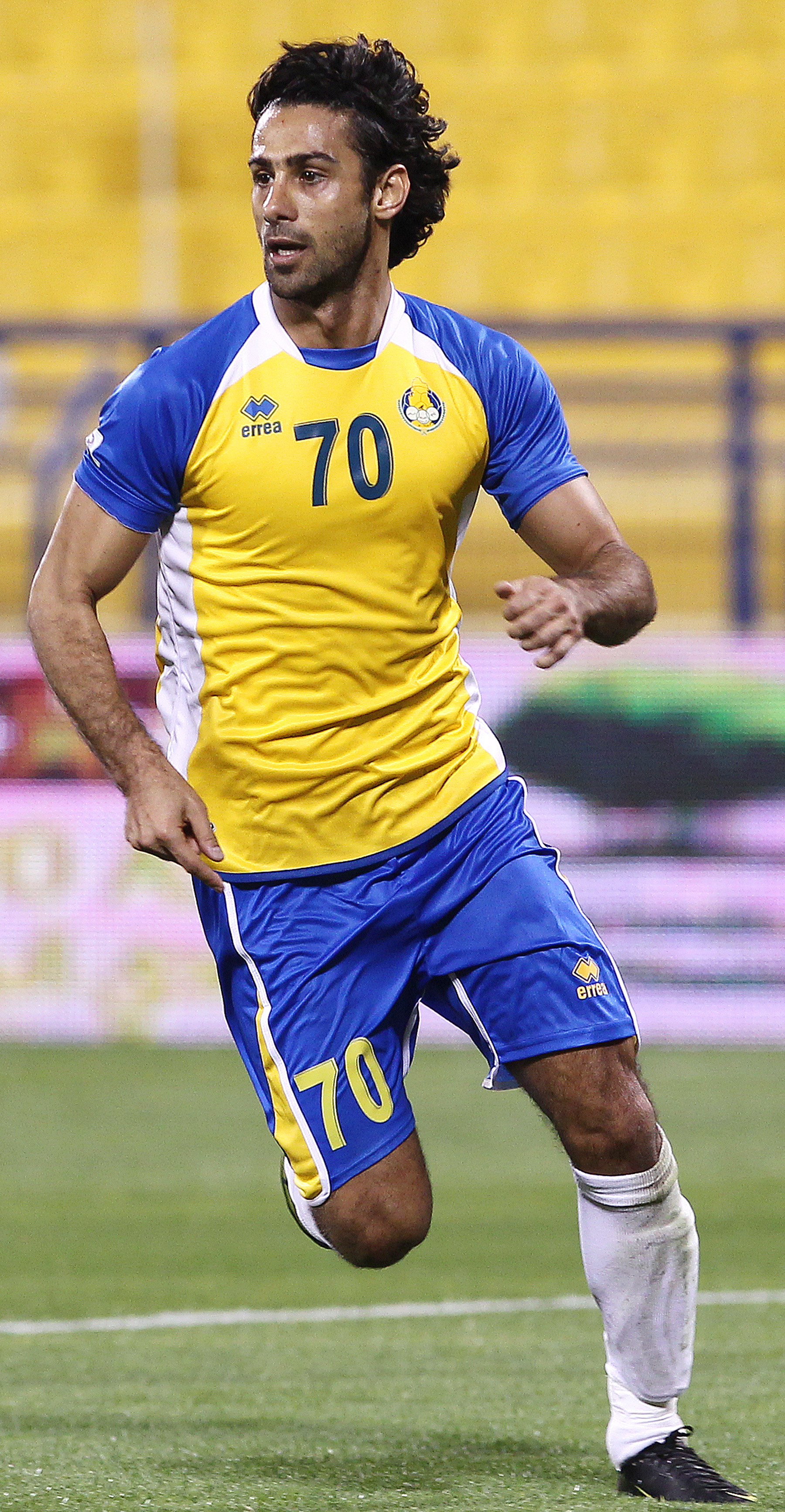
Farhad Majidi

Nazem Ganjapour, Jahangir Fattahi, Nader Mirahmadian, Behzad Dadashzadeh, Morteza Kermani Moghaddam, Mehdi Mahdavikia, Behnam Taherzadeh, Afshin Peyrovani, Payan Rafat, Behrouz Rahbarifard, Reza Jabbari, Ali Ansarian, Yahya Golmohammadi, Behnam Abolghasempour, Issa Traore, Hamed Kavianpour, Sheys Rezaei, Sohrab Entezari, Mehrzad Madanchi, Mehrdad Oladi, Alireza Vahedi Nikbakht, Maziar Zare, Adel Kolahkaj, Karim Bagheri
- Goleadores de Esteghlal

Ahmad Monshizadeh, Javad Ghorab, Mohammad Reza Adelkhani, Hadi Naraghi, Moharram Asheri, Saeid Maragehchian, Behtash Fariba, Parviz Mazloumi, Jafar Mokhtarifar, Abbas Sarkhab, Mohammad Taghavi, Fred Malekian, Sohrab Bakhtiarizadeh, Davoud Seyed Abbasi, Pirouz Ghorbani, Amir Hossein Sadeghi, Ali Alizadeh, Hanif Omranzadeh, Esmaeil Sharifat, Milad Meydavoodi, Fereydoun Zandi

## Tripletas
- Homayoun Behzadi
- Éamon Zayed

## Jugadores
Los siguientes futbolistas han jugado para ambos equipos:
| - Ahmadreza Abedzadeh - Akbar Eftekhari - Ali Alizadeh - Ali Akbarian - Ali Ansarian - Alireza Vahedi Nikbakht - Amir Mousavinia - Behzad Dadashzadeh - Dariush Mostafavi - Davoud Seyed Abbasi - Ebrahim Taghipour - Faraz Fatemi - Farzad Ashoubi - Gholam Vafakhah - Gholamreza Fathabadi - Hadi Tabatabaei | - Hawar Mulla Mohammed - Jacques Elong Elong - Javad Allahverdi - Mehdi Salehpour - Mahmoud Kalhor - Majid Namjoo-Motlagh - Maysam Baou - Mehdi Hasheminasab - Mehdi Shiri - Mohammad Mohammadi - Mohammad Reza Mahdavi - Parviz Ghelichkhani - Reza Ahadi - Saeed Azizian - Shahrokh Bayani - Mehrdad Pouladi |

## Árbitros

### Árbitros extranjeros
| Temporada | Leg 1                      | Leg 2                         |
| --------- | -------------------------- | ----------------------------- |
| 2001-02   | Pasquale Rodomonti         | Paulo Costa                   |
| 2002-03   | Roberto Rosetti            | Vladimir Hrinak               |
| 2003-04   | Paulo Costa                | Mustafa Çulcu                 |
| 2004-05   | Florian Meyer              | Valentin Valentinovich Ivanov |
| 2005-06   | Wolfgang Stark             | Saad Kamil Al-Fadhli          |
| 2006-07   | Alfonso Pérez Burrull      | Felix Brych                   |
| 2007-08   | Eduardo Iturralde González | Bernardino González Vázquez   |
| 2008-09   | Saad Kamil Al-Fadhli       | Mohsen Torky                  |
| 2009-10   | Mohsen Torky               | Saeid Mozaffari Zadeh         |
| 2010-11   | Masoud Moradi              | Mohsen Torky                  |
| 2011-12   | Mohsen Torky               | Alireza Faghani               |
| 2012–13   | Mohsen Torky               |                               |

### Otros árbitros notables
- Markus Merk
- Young Joo Kim
- Sándor Puhl
- Jamal Al Sharif
- Mohammed Kousa
- Omer Al Mehannah
- Abdul Rahman Al-Zeid
- Rudolf Scheurer
- Jack Taylor
- Bahadorkhan